# Саша Хаџи Танчић
Саша Хаџи Танчић (Лесковац, 3. новембар 1948 — Ниш, 15. мај 2014) био је српски књижевник. Његово крштено име је Славољуб.

## Биографија
Рођен је 3. новембра 1948. године у Лесковцу у старој грађанској породици од оца Владимира и мајке Вере. Основну школу и гимназију завршио је у Нишу, дипломирао (24. новембра 1970) на Вишој педагошкој школи у Нишу српскохрватски језик и југословенску књижевност, а 1994, у Приштини, на Филозофском факултету на Одсеку за југословенску књижевност и српскохрватски језик стекао диплому професора књижевности. Био је новинар „Народних новина“ у Нишу (1971—1977) и главни и одговорни уредник ИП „Градина“ (1989 – 1994), када постаје професор у Средњој музичкој школи, па директор Уметничке школе у Нишу. Био је именован на место помоћника министра културе у Влади Републике Србије, али дужност није преузео. Потом је директор Народне библиотеке у Лесковцу (2002 – 2006) и Народног позоришта у Нишу (2006 – 2009). Све ово време био је и уредник следећих часописа и листова:
- Часопис за књижевност, уметност и културу Градина[4] (1978 - 1989);
- Часопис за књижевност, уметност и културу Освит[5] (1991 - 1999);
- Лист научни и књижевни Лесковчанин[6] (1996 - 2001);
- Српски лист за духовитост и сатиру Лесковачка мућкалица.[7] (2002);
- Часопис за знање, веровање, стварање, вредновање Успења.[8] (2007 - 2009)
- Електронски књижевни часопис Легат[9] (2004 - 2006)

Саша Хаџи Танчић је био члан Удружења књижевника Србије и Српског ПЕН центра.
Живео је у Нишу. Умро је 15. маја 2014. године у Нишу.

## Дела

### Збирке песама
- Записан свршиће се свет (Градина, Ниш, 1973)
- Пејзаж с душом (Наша реч, Лесковац, 1995)
- Лична смрт[10]
- Псалми за 2000 (Графика „Галеб”, Ниш, 2001)

### Збирке приповедака
- Јеврем, сав у смрти, Просвета, Београд, 1976.
- Савршен облик, Просвета, Београд, 1984.
- Силазак у време, Просвета, Београд, 1987
- Звездама повезани, Просвета/Књижевне новине, Београд, 1990.
- Ивицом, најлепши пут, (Свјетлост, Сарајево, 1990)
- Галопирајући војник, Српска књижевна задруга, Београд, 1991.
- Скидање оклопа, Просвета, Ниш, 1993.
- Храм у коферу, Прометеј, Нови Сад, 1995.[10]
- Небеска губерниија, Просвета, Београд, 1997.
- Ратна престоница, Рад, Београд, 2007.
- Кафкин син, Рад, Београд, 2008.
- Лепи гробови, Танеси, Београд, 2010.

Саша Хаџи Танчиђ је приредио две збирке изабраних прича из својих ранијих издања:
- Кључ за чудну браву, Просвета, Београд, 1994;

Јеврем, сав у смрти, Повратак Михаила Станковића, Живим по рецепту, Место под сунцем, Слепи Видоје о Склапајући очи - из збирке ЈЕВРЕМ, САВ У СМРТИ
Мама и сви остали трошкови, Никога живог од Дидовићевих и Дани до Нове године - из збирке МАМА И СВИ ОСТАЛИ ТРОШКОВИ
Ивицом, најлепши пут, Удес, Секирице, Свадба, Кључ за чудну браву, Дуња, Двораки, Тужичка и Црна башта - из збирке ИВИЦОМ, НАЈЛЕПШИ ПУТ
Намере и опредељења (поговор аутора у својству приређивача)
- Повратак у Наис, Глас српски, Бања Лука, 1997.

Повратак у Наис. Приказање анђела у цркви светог Пантелејмона надомак Ниша у време сусретања српског жупана Немање и немачког цара Барбаросе, Царичин град, Освајање, Лик за којим трагам, као за ликом света и Кула од лобања - из збирке ЗВЕЗДАМА ПОВЕЗАНИ
Каравештице, Потрес, Провера, Освета, Кртица и Зидари - из збирке СИЛАЗАК У ВРЕМЕ
Љубав, Савршен облик, Галопирајући облик, Искушавање чула, Талог и Храм у коферу - из збирке САВРШЕН ОБЛИК
Критичка самосвест приповедача (предговор аутора у својству приређивача)
Мирољуб Јоковић је приредио избор: Најлепше приче Саше Хаџи Танчића, Рашка школа/Танеси, Београд, 2012.:
Освајање, Царичин град, Лик за којим трагам као за ликом света, Повратак у Наис, Приказање анђела у цркви светог Пантелејмона надомак Ниша у време сусретања српског жупана Немање и немачког цара Барбаросе, Кула од лобања, Крсташи, Храм у коферу, Прастари, Праља и Дугме
Писмо – парадигма за смрт великих прича (предговор приређивача)

### Антологије у којима су објављене Хаџи Танчићеве приче
- Барбара Антковиак: Истраживања: 28 југословенских приповедача, издавач Volk und Welt, Берлин, 1979, 1981.(два издања). стр. 331, . ASIN B001NZ2590 https://www.amazon.com/dp/B001NZ2590. Недостаје или је празан параметар |title= (помоћ)
- Јон Милош: Вучја нежност: савремена српска проза (швед. Vargarnas ömhet : samtida serbisk prosa), издавач Brutus Östlings bokf Symposion, Стокхолм. Vargarnas ömhet: Samtida serbisk prosa i urval och översättning av Jon Milos. Symposion. 1989. стр. 330. ISBN 978-91-7868-157-0.
- Предраг Палавестра: Књига српске фантастике XII-XX век, том 2, СКЗ Коло 82, књига 542.
- Мирољуб Јоковић: Најлепше приче српских савремених писаца, Рашка школа, Београд, (1995). стр. 223, . ASIN B0073SR3FM https://www.amazon.com/dp/B0073SR3FM. Недостаје или је празан параметар |title= (помоћ)
- Гордана Јовановић Горуп и Надежда Обрадовић: Антологија савремених српских краткох прича (енгл. The Prince of Fire: An Anthology of Contemporary Serbian Short Stories), издавач University of Pittsburgh Press. Питсбург. Gorup, Radmila Jovanović; Obradović, Nadežda (1998). The Prince of Fire: An Anthology of Contemporary Serbian Short Stories. University of Pittsburgh Press. стр. 371. ISBN 978-0-8229-5661-7.
- Жанета Ђукић Перишић: Прича и причање: Антологија прича награђених Андрићевом наградом, Глас српски, Бања Лука. Прича и причање: антологија прича награђених Андрићевом наградом. Глас српски. 2001. стр. 371. ISBN 978-86-7119-244-6.
- Михајло Пантић: Мала кутија – најкраће српске приче XX века, Југословенска књига. . Mala kutija: Najkraće srpske priče XX veka. Jugoslovenska knjiga. 2001. ISBN 978-86-7411-050-8.. и Архипелаг.
- Горан Максимовић: Антологија нишких приповедача, Просвета, Ниш. Maksimović, Goran (2002). Antologija niških pripovedača. Prosveta. стр. 294. ISBN 978-86-7455-554-5.
- Милутин Лујо Данојлић У књигама све пише: антологија новије српске приче, Parnas book, Ваљево и Књижевни атеље МЛД. . U knjigama sve piše: Antologija novije srpske priče. Književni atelje MLD. 2008. ISBN 978-86-86757-08-1.
- Дејан Богојевић и Душан Стојковић Зрнца, Антологија најкраће приче на српском језику, Легенда КД, Чачак. Bogojević, Dejan; Stojković, Dušan (2011). Zrnca: Antologija najkraće priče na srpskom jeziku : (Ot Gavrila Stefanovića Venclovića do Maje Solar). Legenda. стр. 351. ISBN 978-86-7784-194-2.

### Романи
- Свето место (Рад, Београд, 1993)
- Црвенило (Просвета, Београд, 1995)
- Караван Светог Влаха (Просвета, Београд, 2002)
- Меланхолија (Рад, Београд, 2006)

### Огледи, есеји и студије
- Паралелни светови, Градина, Ниш, 1979.
- Паралелни светови, Градина, Ниш, 1989.
- Поетика одложеног краја, Просвета, Београд, 1999.
- Романи Миливоја Перовића, ПОНД, Лесковац/СИИЦ, Нип, 2002.
- Проклетство, коначна ведрина, Рад, Београд, 2002.
- Повлашћена места, Нишки културни центар, Ниш, 2005.
- Корен, копрена, Филекс, Лесковац, 2006.
- Из дубина књижевног дека, Нишки културни центар, Ниш, 2007.
- Шест прозора и хоризонт, Службени гласник, Београд, 2010.

### Приређивачки рад
1. КОРАК МЕЂУ ТАЈНАМА Поезија младих песника Ниша; „Градина“ и Књижевна омладина Ниша, Ниш 1980.
2. Стеван Сремац СТАРО ВРЕМЕ – НОВО ЧИТАЊЕ: „Градина“, Ниш 1982.
3. Бора Станковић СТАРО ВРЕМЕ – НОВО ЧИТАЊЕ; „Градина“, Ниш 1983.
4. НИШКЕ ПРИПОВЕТКЕ СТЕВАНА СРЕМЦА I – III; „Стеван Сремац“, Ниш 1995.[11]
5. Бранко Миљковић ПЕСМЕ О ПЕСМИ; „Градина“, Ниш 1996.
6. СРПСКЕ ПРАЗНИЧНЕ ПРИЧЕ; „Рашка“, Београд 2000.
7. Бранко Миљковић ПРОПОВЕДАЊЕ ЉУБАВИ; АРС Центар Уметничке школе - Нишки културни центар, „Градина“, Ниш 2001.
8. НАЈЛЕПШЕ ПРИПОВЕТКЕ БОРИСАВА СТАНКОВИЋА; „Просвета“, Београд 2004.
9. Симон Симоновић БЕЗ ДАТУМА; „Глас српски“ Графика, Бања Лука 2005.
10. СРПСКЕ ПРАЗНИЧНЕ ПРИЧЕ - Часопис „Крајина“, Бања Лука – Београд; „Арт принт“ – Београд 2009.
11. Вељко Милићевић НАЈЛЕПШЕ ПРИПОВЕТКЕ; „Ариадна“, Београд 2009.
12. Светолик Ранковић НАЈЛЕПШЕ ПРИПОВЕТКЕ; „Ариадна“, Београд 2010.
13. Момо Капор МАЛИ ЕКРАН - ТВ критике; „Танеси“, Радио – Телевизија Србије, Београд 2012.
14. ФАНТАСТИЧНА ЗООЛОГИЈА - Српске приповедне прозе 20. века; „Службени гласник“, Београд 2012.

## Критика о делу Саше Хаџи Танчића
1. Чедомир Мирковић: Овога пута: Лесковац – Јеврем, сав у смрти[12]
2. Христо Георгијевски: Испитивање реалног и фикцијског плана у приповеткама Саше Хаџи Танчића – Јеврем, сав у смрти, Савршен облик[13]
3. Марко Недић: Приповедачка проза у послератној српској књижевности – Скица за преглед[14]
4. Снежана Брајовић: Млађи српски прозаисти – Јеврем, сав у смрти)[15]
5. Душан Стошић: Апокрифна јеванђеља Саше Хаџи Танчића Архаично, свето, демонско, трагично; Лаканпрес, Београд 2001.
6. Маријана Милошевић: „Чежња за путовањима“ – Караван светог Влаха[16]
7. Слађана Илић: Реинтерпретација историје и књижевне традиције – Караван светог Влаха[17]
8. Драган Тасић: Саша Хаџи Танчић и нестварни град[18]
9. Јован Пејчић: Што видиш, напиши у књигу – Записан свршиће се свет[19]
10. Станиша Величковић: „Медитативна проза“ – Свето место[20]
11. Ана Радин: „Вампир у српској прози XX века“ – Јеврем, сав у смрти[21]

## Награде
- Награда Ослобођење града Ниша, 1976.[22]
- Награда Самоуправне интересне заједнице Ниш, 1989.[23]
- Награда „Лазар Вучковић”, 1991.
- Андрићева награда, за причу „Звездама повезани”, 1991.
- Награда Културно-просветне заједнице Ниш, за роман Свето место, 1994.
- Награда „Жак Конфино”, 2003.[24]
- Награда „Рамонда Сербика”, 2005.
- Награда „Златно слово”, за књигу прича Кафин син, 2009.
- Награда „Вељкова голубица”, 2013.